# پورنوگرافی سافت‌کور

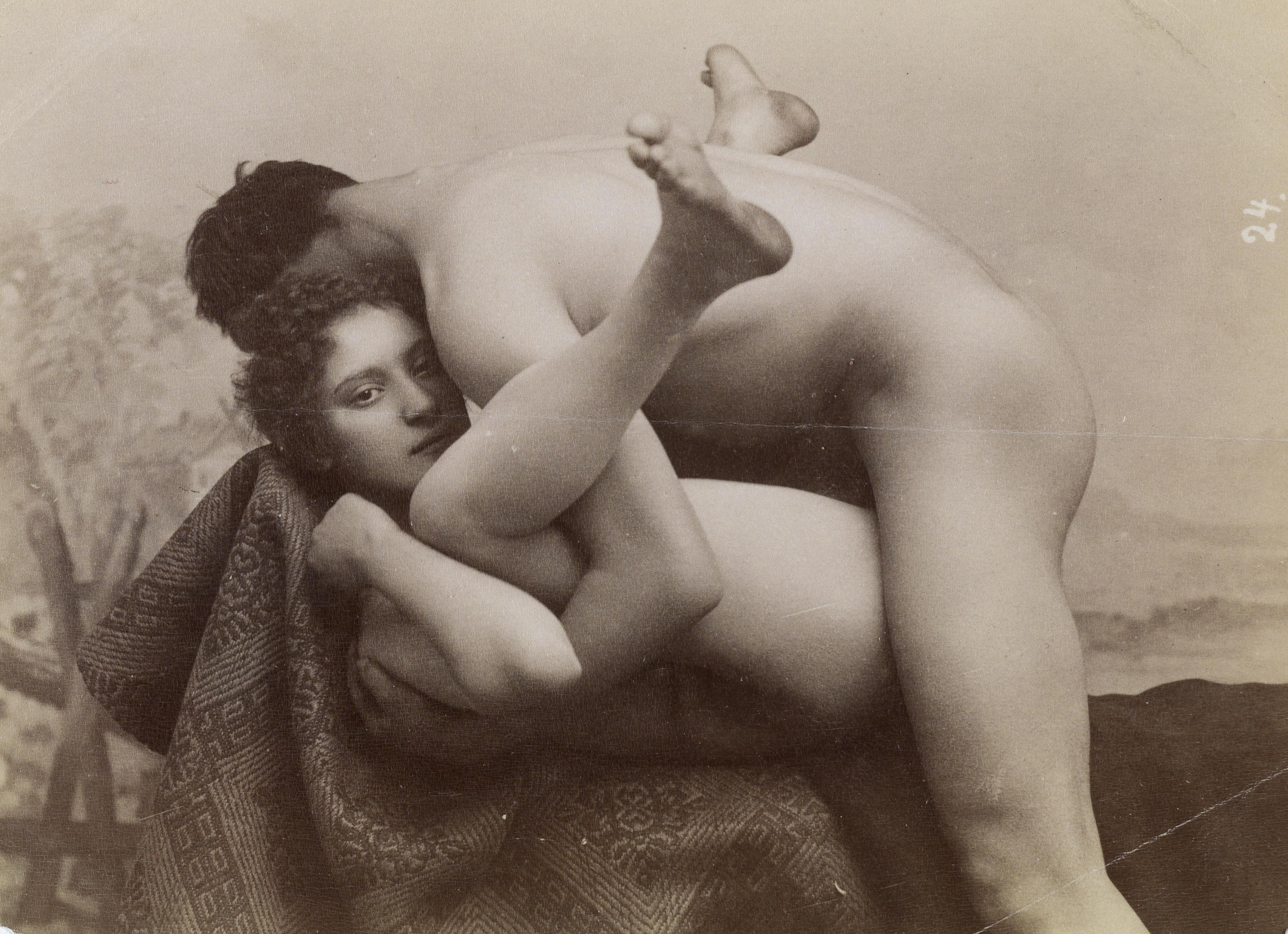
کارت پستال فرانسوی در دهه ۱۸۸۰، نمایش رابطه جنسی، بدون نشان دادن دخول واقعی.

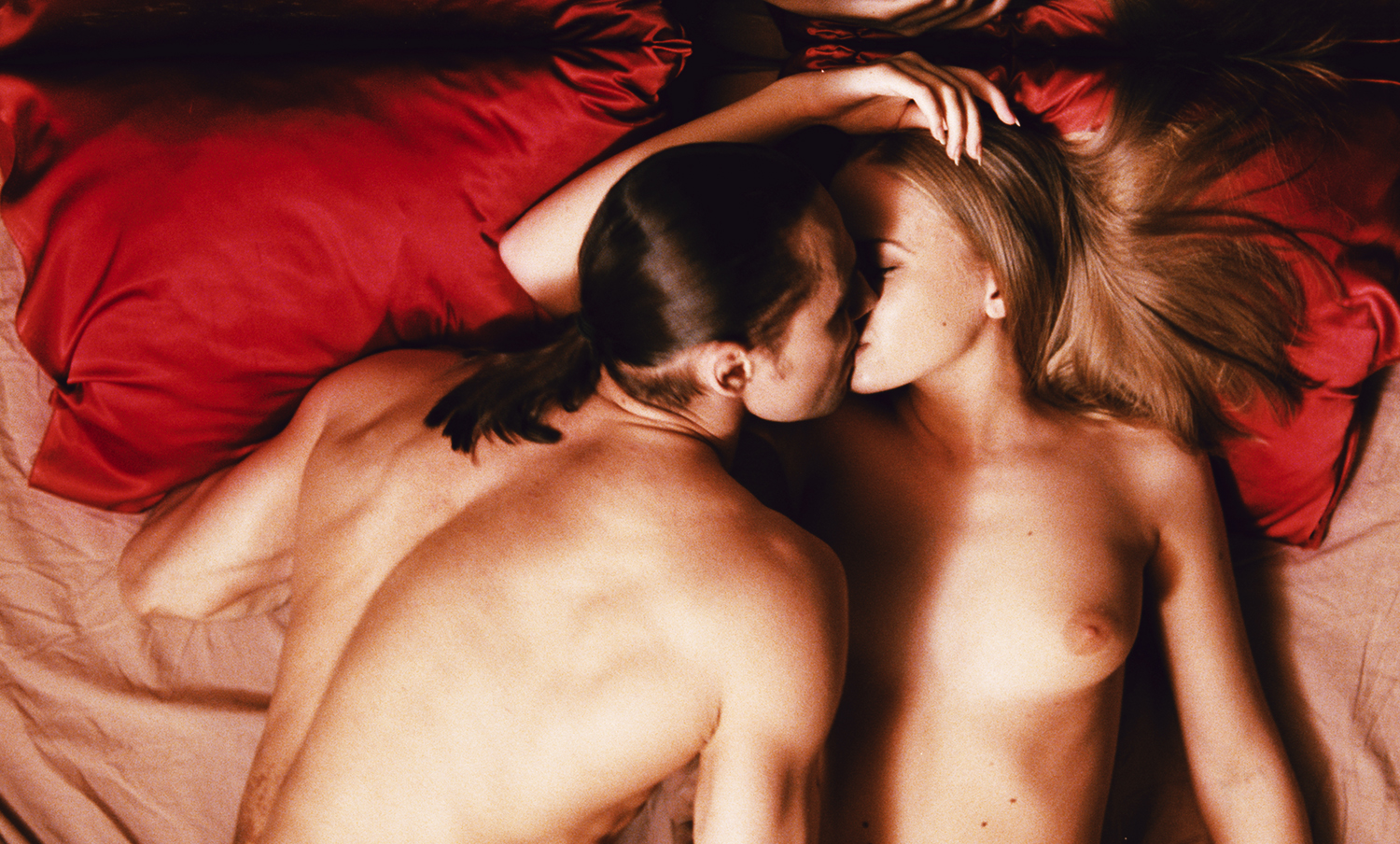
فریمی شهوانی از یک فیلم که یک زن و مرد را از کمر به بالا نشان می‌دهد و در نتیجه فعالیت جنسیشان مبهم می‌گردد، چنین شیوه‌ای یک روش قاب‌بندی معمول برای یک فیلم پورنو سافت‌کور است.

پورنوگرافی سافتکور (به انگلیسی: Softcore pornography) یا پورنو سافتکور یا پورنوگرافی نرم یا پورنو نرم، سبک عکاسی یا فیلمی است که حاوی المان‌های پورنوگرافی یا شهوت‌انگارانه است اما نسبت به پورنوگرافی هاردکور عناصر جنسی کمتری دارد و اندام‌های جنسی درگیری کمتری دارند. پورنوگرافی سافتکور شامل رقص برهنه، لباس زیر زنانه، رابطه جنسی شبیه‌سازی شده و تأکید بر مفاهیم شهوانی از فرم زنانه یا مردانه است. این گونه فیلم معمولاً شامل بازیگران برهنه یا نیمه برهنه‌ای است که در سکانس‌های حاوی رابطه جنسی ظاهر می‌شوند و زیبا و برانگیخته هستند.

## اجزاء
پورنوگرافی سافتکور ممکن است شامل فعالیت جنسی بین دو نفر یا خودارضایی باشد اما این تصاویر حاوی سکانس‌های بی‌پرده و واضح دخول جنسی، فرج‌لیسی، رابطه جنسی دهانی، یا انزال نیست. حتی تصاویر نشان‌دهنده نعوظ آلت تناسلی مرد نیز ممکن است مجاز نباشد، اگرچه نگرش نسبت به این موضوع بعضاً سهل‌گیری می‌شود. پورنوگرافی تجاری ممکن است از شهوت‌نگاری متمایز شود، به خصوص که حاوی عناصر فرهنگ فرادست می‌باشد.
بخش‌هایی از سکانس‌های حاوی رابطه جنسی که بی‌پرده هستند، ممکن است به شیوه‌های مختلف از جمله استفاده از موهای پریشان یا لباس، قرارگیری دقیق دست‌ها یا سایر اعضای بدن، قرار گرفتن المان‌های موجود در سکانس (اغلب گیاهان، بالش‌ها، مبلمان) و زاویه دوربین پوشیده شوند.
سازندگان فیلم‌های پورنوگرافیک، گاهی هر دو نسخه هاردکور و سافتکور از یک فیلم را می‌سازند، اما در سکانسهای سافتکور از زوایای بسته و صحنه‌هایی که ارتباط جنسی مستقیم را نشان نمی‌دهد استفاده می‌شود.
برهنگی کامل در بسیاری از مجلات و همچنین در عکاسی و در اینترنت امری عادی است.

## مقررات و سانسور
فیلم‌های سافتکور معمولاً کمتر از پورنوگرافی هاردکور بازتنظیم و محدود می‌شوند و بازار متفاوتی را ارائه می‌دهند. در اکثر کشورها که آثار دارای رتبه‌بندی محدود هستند، فیلم‌های سافتکور واجد شرایط رتبه‌بندی فیلم‌ها می‌شوند که البته عمدتاً در جایگاه محدود برای برخی سنین قرار می‌گیرد، اگرچه بسیاری از این فیلم‌ها نیز بدون درجه‌بندی نمایش داده می‌شوند. همانند فیلم‌های هاردکور، در دسترس بودن فیلم‌های سافتکور بسته به قوانین محلی متفاوت است. همچنین، نمایش چنین فیلم‌هایی ممکن است محدود به افراد بالای یک سن خاص باشد، به‌طور معمول ۱۸ سال. حداقل یک کشور، آلمان، محدودیت‌های سنی مختلفی برای پورنوگرافی هاردکور و سافتکور دارد، مواد سافتکور معمولاً درجه FSK-16 (محدود برای افراد زیر ۱۶ سال) و مواد هاردکور FSK-18 (محدود برای افراد زیر ۱۸ سال) دسته‌بندی می‌شوند. در برخی از کشورها، پخش فیلمهای سافتکور به صورت گسترده در شبکه‌های تلویزیون کابلی رایج است.
در برخی کشورها، تصاویر دستگاه تناسلی زنان روتوش می‌شود تا خیلی «دقیق» نباشد. یک بازیگر پورنوگرافی استرالیایی می‌گوید تصاویر دستگاه تناسلی خودش که به مجله‌های پورنوگرافی در کشورهای مختلف فروخته می‌شود به صورت دیجیتالی دستکاری می‌شود تا اندازه و شکل لب‌ها را مطابق با استانداردهای سانسور در کشورهای مختلف تغییر دهد.